# 橘高隆哉
橘高 隆哉（きったか たかや、1939年（昭和14年）11月24日 -2013年（平成25年）6月2日）は、日本の実業家。

## 人物
サンクスアンドアソシエイツ社長として独自の経営方針を掲げて「サンクス」ブランドを率いた。2001年に「サークルK」と経営統合後は、持株会社シーアンドエスの会長に就任。さらに2004年に完全に合併するとサークルKサンクスの取締役相談役に就任したが、翌年5月25日に退任した。

## 経歴
- 1962年（昭和37年） - 同志社大学卒業、三共生興株式会社入社。
- 1968年（昭和43年） - 株式会社長崎屋入社。
- 1988年（昭和63年） - 株式会社サンクス専務就任。
- 1992年（平成4年） - 同社副社長就任。
- 1993年（平成5年） - 同社社長に就任。